# 韩岳
韓岳（1499年—？），字鎮伯，號魯淙，浙江紹興府餘姚縣人，明朝政治人物。

## 生平
嘉靖十年（1531年）舉辛卯科浙江鄉試，嘉靖十一年（1532年）聯捷壬辰科进士，担任晋江县知县，其为政善于清晰纲要和重点，并进行水利工程。任期满后，十五年五月升任雲南道监察御史。降滁州判官，陞河南光山縣知縣，卒。

## 家族
曾祖韓循，祖韓永，父韓棶，母魯氏。